# Lion Polak
Lion Polak (Middelburg, 6 september 1925 - Loosdrecht, tussen 17 april en 22 april 1945) was een Nederlandse verzetsstrijder van Joodse afkomst in de Tweede Wereldoorlog. Hij werd kort voor de bevrijding gearresteerd en overleed aan de gevolgen van mishandeling.

## Levensloop
Polak groeide op in een Joods gezin. Hij was de zoon van Maurits Polak (1899-1972) en Clara Helena Drielsma (1901-1994). en had een jongere broer met de naam David. Zijn vader Maurits had metaalbedrijf in Middelburg. Lion Polak bezocht daar van 1937 tot 1941 het gymnasium. Na de Duitse inval in mei 1940 probeerde het gezin naar Frankrijk te vluchten. Het gezin keerde terug naar de Zeeuwse hoofdstad nadat bleek dat ook de Fransen geen weerstand konden bieden tegen de nazi's.
Het gezin verhuisde naar Rijswijk en later naar Amsterdam. In augustus 1942 dook het gezin onder. Zij kregen vervalste persoonsbewijzen op de naam van Dijkstra. Zij vonden eerst onderdak in Utrecht, gevolgd door Wageningen, Ede, Bennekom en Oosterbeek. In september 1944 vond het gezin een nieuwe schuilplek in Nieuw-Loosdrecht, eerst in Villa 't Vissertje dicht bij het Witte Huis en vanaf april 1945 op een woonboot met de naam De Walvisch. Deze lag langs de dijk bij Muyleveld afgemeerd. Polak hield het nieuws van de BBC bij. De berichten tikte hij vervolgens twintig tot dertig keer over op zijn typemachine, waarna de stencils werden verspreid.
Het jachtcommando van Andries Pieters had halverwege april 1945 haar intrek genomen in het Witte Huis. Bij haar jacht op het verzet ging zij zeer effectief te werk. In de ochtend van 15 april werden verschillende verzetsmensen opgepakt onder wie Lodewijk Greenen. Polak werkte nauw met Greenen samen bij de verspreiding van de illegale blaadjes. In de middag vond er een inval plaats op de boot, waarbij Polak werd aangetroffen. De overige leden van het gezin Polak werden niet gevonden. De mannen die Polak aanhielden waren op de hoogte van diens illegale activiteiten. Of zij dat via Greenen wisten is niet duidelijk. Polaks moeder verklaarde na de oorlog dat haar zoon zelf erg loslippig was over zijn verzetsactiviteiten. Hoe dan ook, Polak werd meegenomen naar het Witte Huis. In de verhoren sloeg hij door en noemde de namen van een twintigtal ontvangers van de krantjes. Vervolgens werd hij in een kast opgesloten. In de dagen daarna werd hij zwaar mishandeld. Zo werd Polak geslagen met gummiknuppels, moest verplicht door ijskoud water waden en was nauwelijks gekleed. Op 17 april 1945 werd hij om 16.00 uur in de kelder geworpen waarna hij overleed, waarschijnlijk omdat hij zijn nek brak toen hij met zijn hoofd op de stenen terecht kwam.
Twee medegevangenen moesten het lichaam van Polak verplaatsen. Het werd gedumpt in het midden van de Breukelveense Plas. Op basis van hun melding trof de Koninklijke Marechaussee het lichaam daar aan op 11 mei 1945. Polaks stoffelijke overschot werd begraven in Middelburg. Andries Pieters werd mede op basis van de moord op Polak ter dood veroordeeld. Het vonnis werd in 1952 voltrokken. De familie Polak keerde terug naar de Zeeuwse hoofdstad. Later emigreerde het gezin naar de Verenigde Staten.